# I Fight Dragons
I Fight Dragons (znany również pod skrótem IFD) – amerykański zespół rockowy założony w 2008 roku w Chicago. Grupa łączy w swojej muzyce elementy punku, elektroniki i chiptune.
Zespół wydał jeden album studyjny i trzy minialbumy, każdy zawierający elektroniczne dźwięki znane z konsol Nintendo Gameboy i Nintendo Entertainment System. Koncertowali z m.in. MC Chrisem i zespołem Whole Wheat Bread w 2009 roku, 3OH!3, Cobra Starship i Travie McCoyem w 2010 roku i zespołem The Protomen w 2011. W 2014 roku wydany został ich drugi album studyjny, The Near Future.

## Dyskografia
LP
- 2011: KABOOM!
- 2014: The Near Future

EP
- 2009: Cool is Just a Number
- 2010: OverCool
- 2010: Welcome to the Breakdown

Single
- 2011: The Geeks Will Inherit the Earth